# Piper longepilosum
Piper longepilosum är en pepparväxtart som beskrevs av C. Dc.. Piper longepilosum ingår i släktet Piper och familjen pepparväxter. Inga underarter finns listade i Catalogue of Life.